# Parachalciope mahura
Parachalciope mahura là một loài bướm đêm trong họ Noctuidae.